# Stocznie w Bydgoszczy

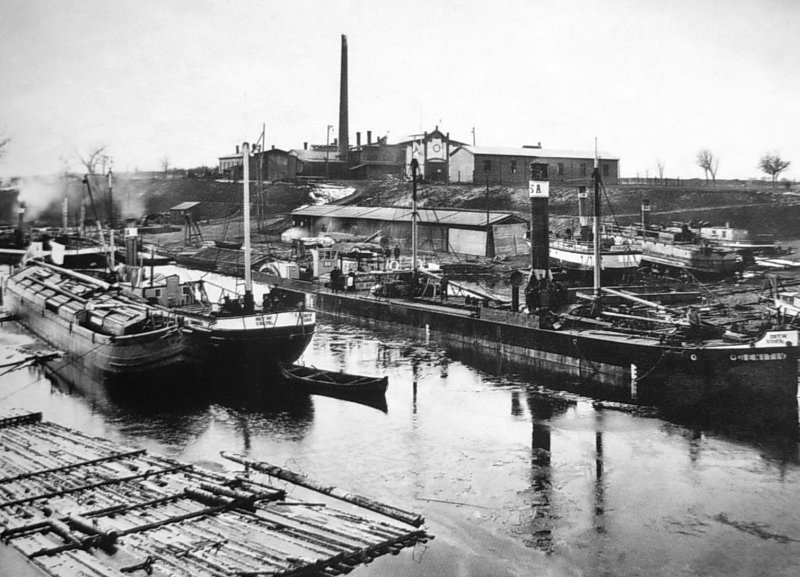
Stocznia Bydgoskiego Towarzystwa Żeglugi Holowniczej Spółka Akcyjna (1891-1920)

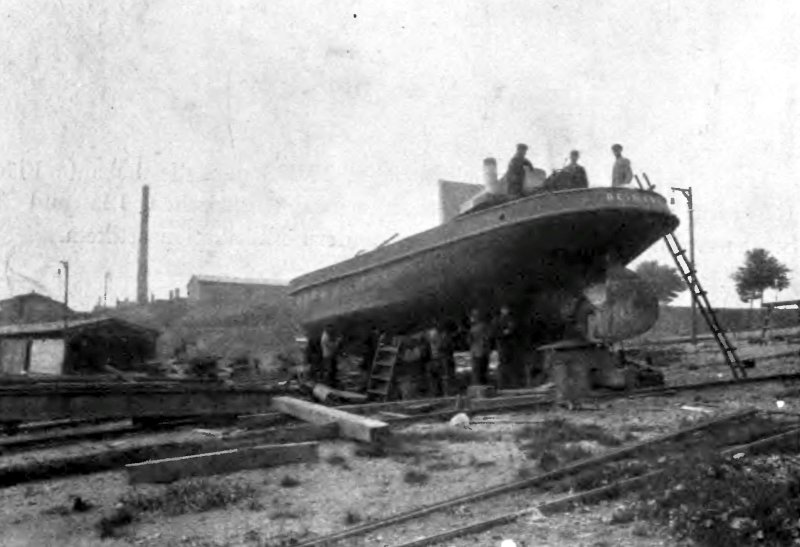
Statek w budowie w stoczni Lloyda Bydgoskiego

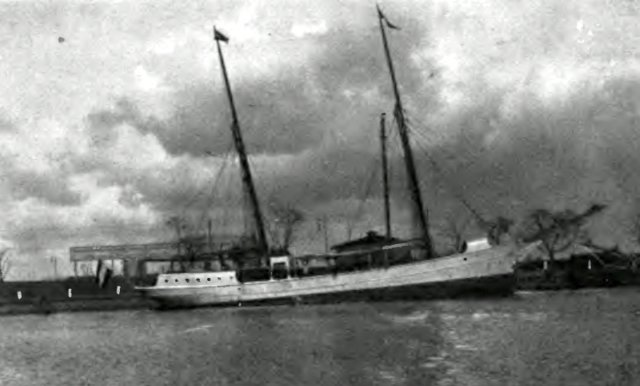
Tankowiec "Petrolea" zbudowany w 1902 r. w stoczni Leopolda Zobla

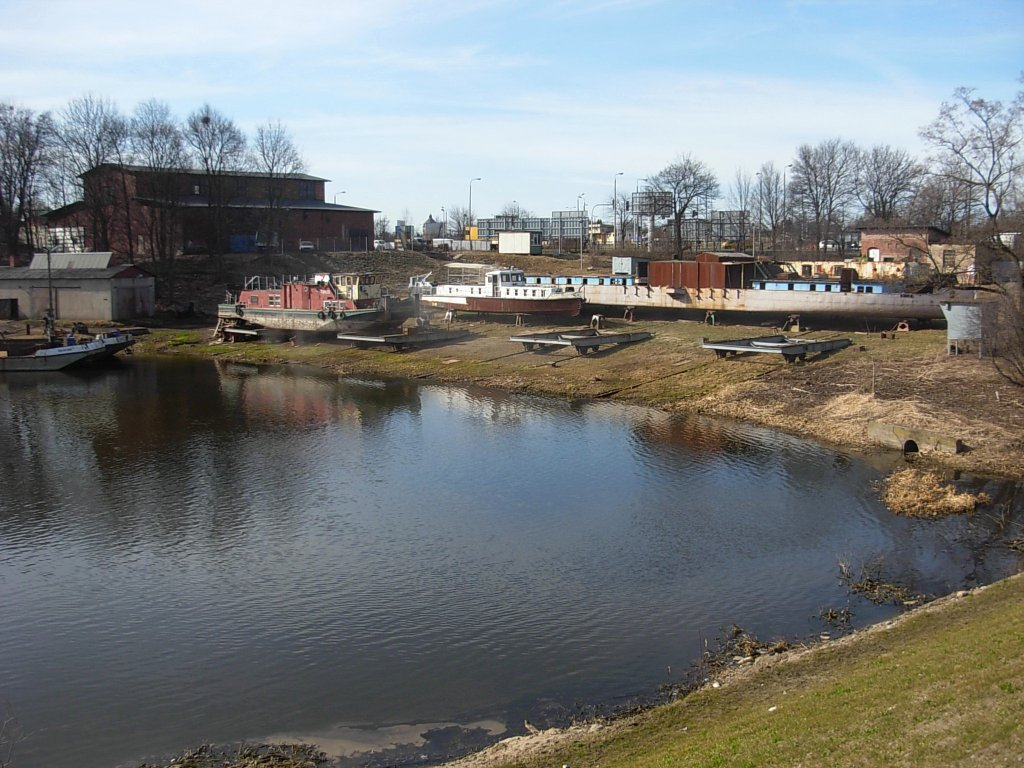
Stocznia remontowa Żeglugi Bydgoskiej

Stocznie w Bydgoszczy – zakłady mechaniczne budowy statków rzecznych funkcjonujące w Bydgoszczy od XIX wieku.
Działalność stoczni rzecznych w Bydgoszczy wiąże się rozwojem transportu towarowego w Bydgoskim Węźle Wodnym. Pociągało to za sobą rozwój przemysłu i handlu, zaczęto budować środki przewozu nie tylko drogowego ale i rzecznego.
Działalność największej liczby zakładów przypada na czasy II połowy XIX i w I połowy XX wieku, kiedy zanotowano najbardziej ożywiony ruch żeglugowy na drodze wodnej Wisła-Odra.

## Stocznia rzeczna Teodora i Adolfa Wulff[1]
Pierwsza w Bydgoszczy stocznia rzeczna powstała w 1865 roku z inicjatywy braci Teodora i Adolfa Wulff. Na obszarze 1,75 ha przy skrzyżowaniu ulic Królowej Jadwigi (Victoriastrasse) i Dworcowej (Bahnhofstrasse) powstał zakład budowy statków rzecznych i fabryka konstrukcji stalowych.
Bracia Wulff przyczynili się również do powstania i rozwoju holownictwa łańcuchowego na Brdzie, inicjując to przedsięwzięcie (1870) wraz z bankierem Aronsohnem i starszym maszynistą Grafem.
Działalność rozpoczęto od budowy w roku 1865 statku rzecznego, parowego z napędem łańcuchowym o nazwie „Germania”. Statek służył do holowania barek wiślanych, tratew na Brdzie i Kanale Bydgoskim. Stocznia w latach 70. XIX w. zbudowała i dostarczyła dla firmy Lazar Brodzki w Kijowie dwa duże statki salonowe, które ze względów technicznych montowano na dolnej Brdzie (poniżej Śluzy Miejskiej).
Budowano również pogłębiarki, używane w mieście oraz wysyłane do Wrocławia, Poczdamu, Poznania.
Fabryka przygotowała ponadto konstrukcję Mostu Cesarskiego na Brdzie w roku 1870 i na Odrze we Wrocławiu.
Po niezwykłym rozkwicie nastąpił zastój. Po roku 1875 spółka braci Wulff przestała istnieć. W 1886 roku zaczęła się na tym terenie budowa gmachu Dyrekcji Kolei Wschodniej w Bydgoszczy.

## Stocznia Leopolda Zobla[1].
Stocznia rzeczna Leopolda Zobla powstała w 1885 r. na terenie o powierzchni 0,5 ha przy ul. Marcinkowskiego i Obrońców Bydgoszczy (później teren Bydgoskiej Fabryki Narzędzi).
Właściciel firmy, mistrz ślusarski Leopold Zobel przybył do Bydgoszczy w 1879 r. i rozpoczął działalność gospodarczą od skromnego warsztatu ślusarskiego. Stopniowy rozwój zakładu, udana próby budowy kotłów parowych i powodzenie na wystawie przemysłu i rzemiosła w 1880 r. w Bydgoszczy doprowadziły do znacznego rozszerzenia działalności gospodarczej przez Zobla (m.in. zatrudnienia kilkuset pracowników).
W latach 1885–1910 w zakładzie zbudowano 12 parowców rzecznych o różnych napędach (bocznokołowce, tylnokołowce i śrubowe). Wykonane statki pływały po Odrze, Łabie i Sprewie.
W roku 1902 zbudowano holownik o mocy 325 KM dla żeglugi na Łabie, oraz tankowiec o pojemności 350 m³ o nazwie „Petrolea" przystosowany do pływania po Morzu Bałtyckim. W zakładzie zbudowano również prom wiślany do przewozu kolei wąskotorowej w pobliżu Gdańska.
Po 1905 r. w zakładzie poszerzono produkcję o tabor kolejowy, m.in. lokomotywy parowe trakcji wąskotorowej dla kolei polnych i dojazdowych oraz wagony o nośności 5 i 10 ton.
Upadek zakładu nastąpił wraz ze śmiercią właściciela w 1912 r. Fabrykę zlikwidowano w 1915 r., a w 1922 r. teren wraz z zabudowaniami nabyła spółka Gustaw Granobs i Henryk Kozłowski, którzy otworzyli fabrykę pilników i narzędzi.

## Stocznia Lloyda Bydgoskiego
Stocznia i Fabryka Maszyn na Kapuściskach Małych powstała w 1887 r. W 1891 r. przejęło ją nowo powstałe Bydgoskie Towarzystwo Żeglugi Holowniczej, które było największym przedsiębiorstwem żeglugi śródlądowej w mieście, a od 1920 r. jednym z większych w Polsce.
Zakład położony był nad starorzeczem Brdy w pobliżu portu przeładunkowego na Brdzie i połączony był bocznicą kolejową z linią Bydgoszcz-Toruń oraz portem rzecznym.
Fabryka maszyn produkowała m.in. kotły parowe, żurawie, różnego rodzaju konstrukcje stalowe i łańcuchy holownicze oraz wyspecjalizowała się w produkcji urządzeń na wyposażenie gorzelni. Natomiast w stoczni budowano parowce, berlinki oraz innego typu statki rzeczne, zarówno konstrukcji drewnianej, stalowej, jak i kombinowanej (dno drewniane, burty stalowe). Poza tym, dokonywano tu również remontów taboru pływającego.
W 1908 r. wybudowano dwuśrubowiec parowy „Słowacki”, który pływał po Kanale Bydgoskim i Górnonoteckim, a następnie pływał na Wiśle pod nazwą „Urszula".
Po przejściu Bydgoszczy pod władze polską w 1920 r. stocznia nie zaprzestała produkcji, a nawet przewidywano konieczność zatrudnienia dodatkowych pracowników, z uwagi na odpływ robotników pochodzenia niemieckiego. W latach 20. XX w. dokonywano napraw i przebudów jednostek Flotylli Wiślanej oraz napraw kotłów i maszyn na statkach Polskiej Żeglugi Państwowej. Przystąpiono też do budowy barek na potrzeby własne Lloyda Bydgoskiego.
W 1929 r. w stoczni wykonano lodołamacz „Wrobna” i transportowiec „Gniew”, zaś zakład był wizytowany przez ministra robót publicznych Jędrzeja Moraczewskiego.
W latach wielkiego kryzysu (1931–1933) dokonywano jedynie remontu taboru własnego oraz przebudów dwóch parostatków. Ożywienie produkcji nastąpiło po 1935 r. W latach 1936–1939 wykonano m.in. barki i łodzie motorowe dla Ministerstwa Komunikacji. Rozpoczęto również budowę statków nowego typu, o bardzo małym zanurzeniu (30 cm, dostosowanym do trudnych warunków nawigacyjnych na Wiśle), z silnikiem Hotchkissa. W stoczni Lloyda Bydgoskiego budowano również tzw. łodzie-tratwy, które zdobyły sobie sympatię bydgoszczan i odwiedzających miasto gości.
Podczas II wojny światowej zakład uległ dewastacji, ograbiono go z zapasów materiałowych oraz części niezbędnych do remontu taboru pływającego.
Straty zniwelowano już w 1945 r., a w październiku 1951 r. stocznię przejęło przedsiębiorstwo państwowe Żegluga Bydgoska – spadkobierca Lloyda Bydgoskiego.
Stocznię i fabrykę maszyn przemianowano na Bazę Remontową Żeglugi Bydgoskiej. Oprócz bydgoskiej przedsiębiorstwo posiadało również bazy remontowe w Czarnkowie i Chełmnie.
Zadaniem Bazy Remontowej w Bydgoszczy było dokonywanie remontów bieżących, średnich i kapitalnych taboru pływającego oraz maszyn i urządzeń portowych.
Z trzech baz remontowych Żeglugi Bydgoskiej najlepiej wyposażona i zmechanizowana była Baza w Bydgoszczy, gdyż można w niej było dokonywać remontów mechanicznych jak i kadłubowych.
W I półroczu 1982 r. w bazie wyremontowano: 121 holowników i pchaczy, 7 barek motorowych i kontenerów oraz 31 lokomotyw i żurawi.
Obecnie przedsiębiorstwo świadczy usługi naprawcze zarówno przedsiębiorstwu macierzystemu jak i innym instytucjom żeglugowym.
W sierpniu 2017 rozpoczęła się rewitalizacja zabytkowej hali fabrycznej, powstałej w 1887, jeszcze w czasach Lloyda Bydgoskiego i położonej przy ul. Fordońskiej 156. Po jej zakończeniu, 17 lipca 2020 (pierwotnym terminem był koniec kwietnia 2020), otwarto w niej wielofunkcyjne, multimedialne centrum ewentowe, które spłonęło doszczętnie nad ranem 26 stycznia 2024.